# Tiberius Julius Caesar Nero Gemellus

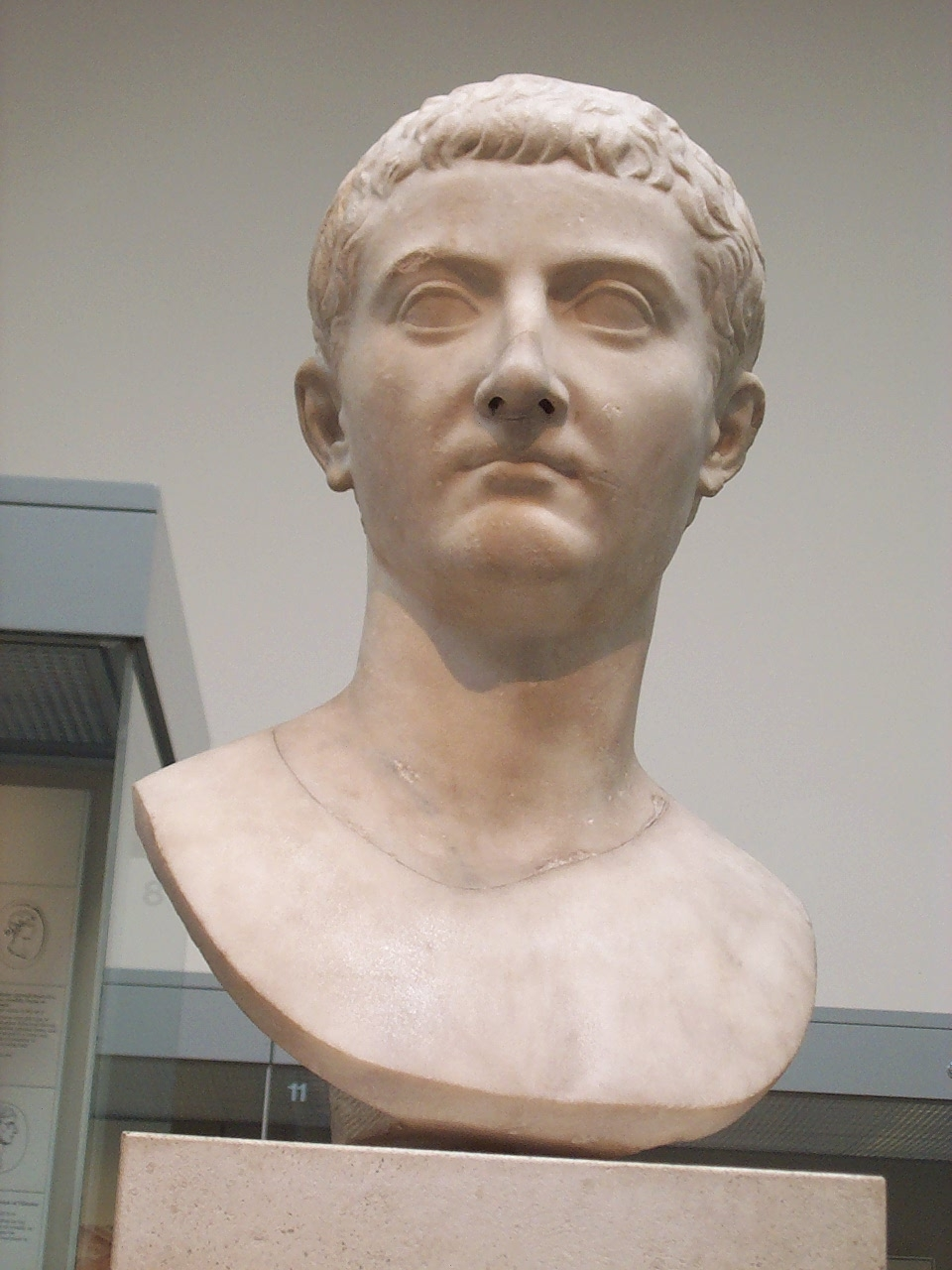
Buste de Tibère.

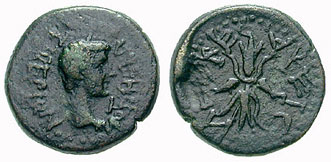
Tiberius Gemellus.

Tiberius Julius Cæsar Nero Gemellus, ou Tiberius Gemellus (10 octobre 19-fin 37 ou début 38) est le fils de Drusus et Livilla, petit-fils de Tibère, et cousin de Caligula. Gemellus est un surnom signifiant jumeau, son frère jumeau Tiberius Claudius Cæsar Germanicus Gemellus étant mort en 23.

## Biographie
Le père de Tiberius Julius Cæsar Nero Gemellus meurt mystérieusement lorsqu'il a quatre ans. Beaucoup suspectent un empoisonnement par Séjan, amant de sa mère. Livilla sera condamnée à mourir de faim en 31, accusée de fomenter un complot avec Séjan pour renverser Tibère, avec un fort soupçon qu'elle avait aidé auparavant son amant à empoisonner son mari.
On connait peu la vie de Gemellus, et il est ignoré du reste de la famille impériale, dont Tibère qui considérait Séjan comme le père réel des jumeaux de Livilla. Ainsi sa cérémonie de la toga virilis, passage important dans la vie d'un jeune romain, n'est célébrée qu'à 18 ans au lieu de 14.
À 12 ans il est envoyé avec son cousin Caligula sur l'île de Capri où vit Tibère. Gemellus et Caligula sont considérés comme ses héritiers, mais c'est Caligula qui est le favori.
Tibère meurt le 16 mars 37, et Caligula devient empereur. Caligula fait de Gemellus son fils adoptif peu après, mais ordonne sa mise à mort à la fin de 37 ou au début de 38 sous l'accusation de complot envers l'empereur.